# Statsprøveanstalten
Statsprøveanstalten var en delvist offentlig dansk institution, der testede produkter, især byggematerialer, og lod dem undergå mekaniske undersøgelser. Den eksisterede fra 1896-1980, hvor den blev lagt sammen med Justervæsenet, og blev en selvejende institution, der også skiftede navn til Dantest.
Statsprøveanstaltens anlæg lå på Amager Boulevard 108 i København i en bygning tegnet af kongelig bygningsinspektør Hack Kampmann og opført i tiden fra 1916-1919. Den blev nedrevet i 1995 og grunden lå ubebygget hen i omkring 20 år.
55°40′0″N 12°35′37″Ø / 55.66667°N 12.59361°Ø